# Lancy Martínez
Lancy Martínez es un deportista cubano que compitió en piragüismo en la modalidad de aguas tranquilas. Ganó dos medallas oro en los Juegos Panamericanos de 2003.

## Palmarés internacional
| Juegos Panamericanos | Juegos Panamericanos            | Juegos Panamericanos | Juegos Panamericanos |
| Año                  | Lugar                           | Medalla              | Competición          |
| -------------------- | ------------------------------- | -------------------- | -------------------- |
| 2003                 | Santo Domingo (Rep. Dominicana) | Medalla de oro       | K2 1000 m            |
| 2003                 | Santo Domingo (Rep. Dominicana) | Medalla de oro       | K4 1000 m            |